# Aunay-sous-Crécy
Aunay-sous-Crécy település Franciaországban, Eure-et-Loir megyében. Lakosainak száma 659 fő (2022. január 1.). Aunay-sous-Crécy Tréon, Crécy-Couvé és Saulnières községekkel határos.

## Népesség
A település népességének változása:
| Lakosok száma | 444  | 666  | 673  | 578  | 572  | 594  | 637  | 668  | 686  | 659  |
|               | 1968 | 1982 | 1990 | 2006 | 2013 | 2015 | 2017 | 2019 | 2020 | 2022 |